# ديفن ديهافن
ديفن ديهافن (بالإنجليزية: Devin DeHaven)‏ هو مخرج أمريكي، ولد في 20 فبراير 1970 في ساكرامنتو في الولايات المتحدة.

## وصلات خارجية
- ديفن ديهافن على موقع IMDb (الإنجليزية)
- ديفن ديهافن على موقع قاعدة بيانات الفيلم (الإنجليزية)